# Babak Najafi

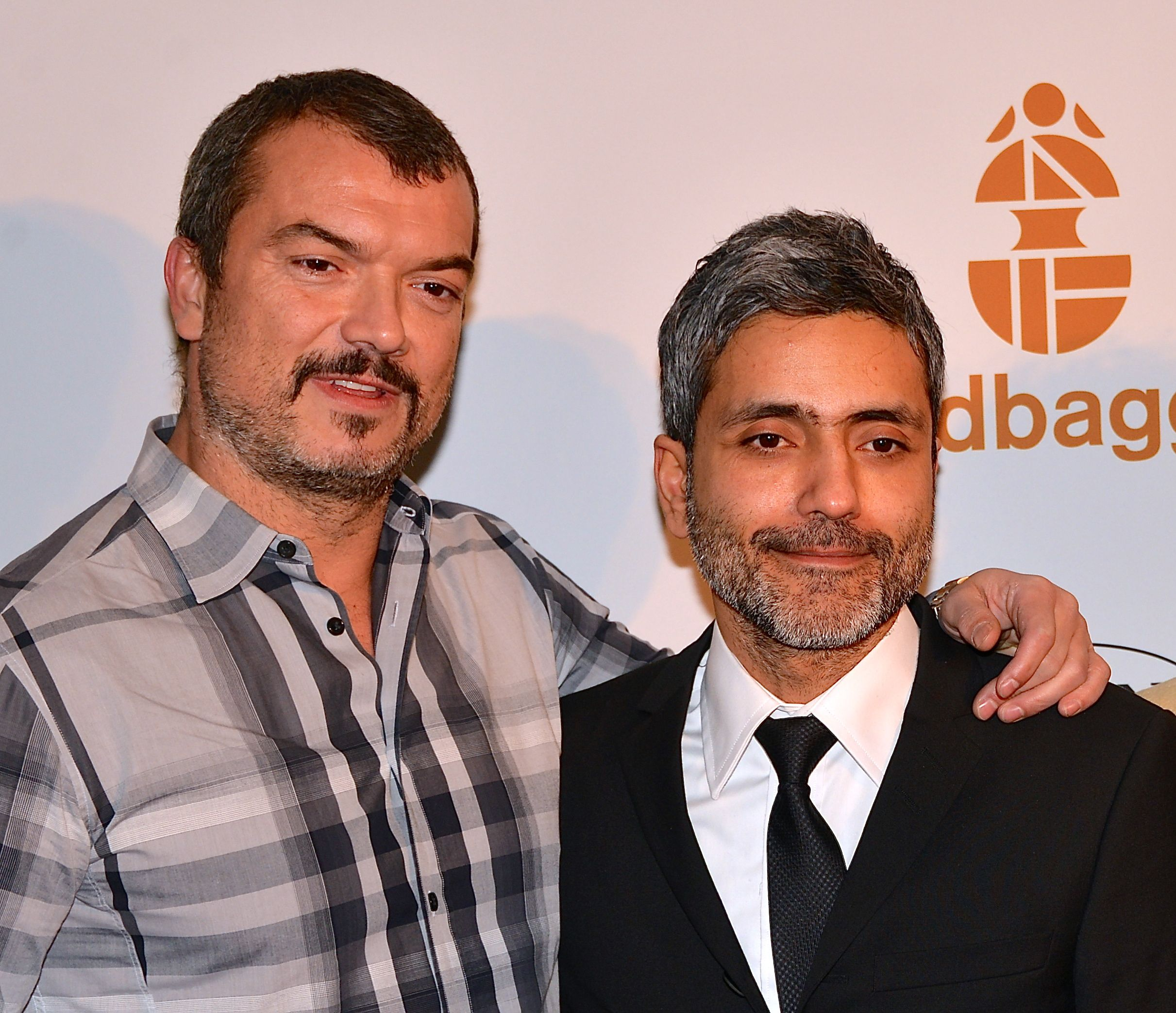
Dragomir Mrsic och Babak Najafi vid Guldbaggegalan 2013.

Babak Najafi, född 14 september 1975 i Iran, är en iransk-svensk filmregissör. Han är bland annat känd för filmen Sebbe (2010).
Najafi kom till Sverige från Iran som 11-åring. Mellan 1998 och 2002 studerade han dokumentärregi vid Dramatiska Institutet. Efter detta har han skrivit och regisserat ett antal uppmärksammade kortfilmer däribland Elixir (2004), baserad på en novell av Alejandro Leiva Wenger. Långfilmsdebuten Sebbe blev utsedd till bästa film vid Guldbaggegalan 2011 och Najafi blev nominerad i kategorin bästa regi. Vid filmfestivalen i Berlin där filmen tävlade i sektionen Generation 14Plus vann Najafi för bästa debutfilm.
År 2016 regisserade han den internationella storfilmen London Has Fallen med Gerard Butler i huvudrollen.

## Filmografi i urval
- 2004 – Elixir (kortfilm)
- 2010 – Sebbe
- 2012 – Snabba Cash 2
- 2016 – London Has Fallen
- 2018 – Proud Mary